# ماريو غونزاليس غوتيريز
ماريو غونزاليس غوتيريز (بالإسبانية: Mario González Gutiérrez) (25 فبراير 1996 بفيلاركايو دي ميراينداد دي كاستيلا لافايجا في إسبانيا - ) هو لاعب كرة قدم إسباني في مركز الهجوم. لعب مع نادي فياريال.

## وصلات خارجية
- ماريو غونزاليس غوتيريز على موقع الاتحاد الأوربي (الإنجليزية)
- ماريو غونزاليس غوتيريز على موقع رابطة كرة القدم الفرنسية للمحترفين (الإنجليزية)
- ماريو غونزاليس غوتيريز على موقع الدوري الأمريكي (الإنجليزية)
- ماريو غونزاليس غوتيريز على موقع قاعدة بيانات كرة القدم.إي يو (الإنجليزية)
- ماريو غونزاليس غوتيريز على موقع ليكيب (الفرنسية)
- ماريو غونزاليس غوتيريز على موقع Soccerway.com (الإنجليزية)
- ماريو غونزاليس غوتيريز على موقع AS.com (الإسبانية)